# المطبخ المركزي العالمي
منظمة المطبخ المركزي العالمي (بالإنجليزية: (World Central Kitchen))‏ واختصارًا (WCK)، هي منظمة خيرية مدنية غير ربحية وغير حكومية مقرها الولايات المتحدة الأميركية، وتعمل على توزيع الطعام والمساعدات الغذائية على المنكوبين حول العالم. أسسها الطباخ الإسباني الأميركي الشيف خوسي أندريس في عام 2010 بعد زلزال هايتي المدمر برفقة زوجته باتريشيا، وقامت المنظمة بفريق متخصص بالاستجابة وتقديم المعونات للمساعدات حول العالم في المناطق التي تتعرض لكوارث طبيعية أو مناطق نزاعات وحروب.

## النشاط

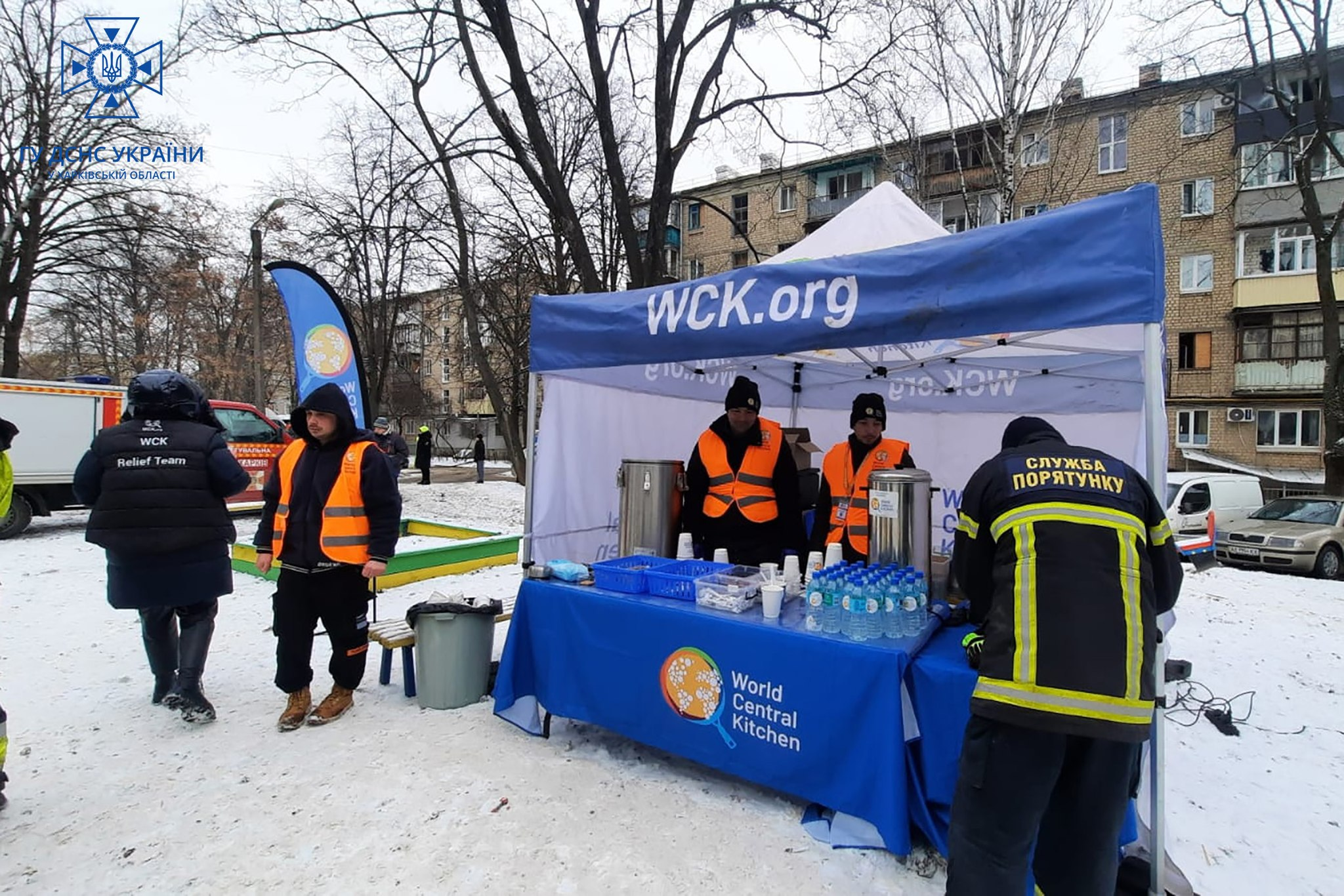
عمل المنظمة في خاركيف يناير 2024 ويظهر بالصورة آثار الدمار.

عملت المنظمة في الاستجابة الطارئة وتقديم الغذاء في في المناطق الأوكرانية خلال الحرب الروسية على أوكرانيا عام 2022، وكذلك في عملت خلال وباء كورونا على توفير وجبات في المشافي الأمريكية، وكذلك نشطت بإطعام الناجين من الكوارث والطبيعية مثل حرائق غرب الولايات المتحدة والأعاصير في هيوستن وبورتريكو، وكذلك في مناطق من الكونغو وزامبيا وكمبوديا وغيرها، وكذلك تعمل على توفير وجبات للمهاجرين من المكسيك إلى الولايات المتحدة.

## نشاط المنظمة في غزة 2023
منذ اندلاع الحرب في غزة قامت المنظمة بافتتاح أكثر من 60 مطبخًا مجتمعيًا في قطاع غزة ويتراوح عدد الوجبات الذي تقدمه ما بين 10 إلى 20 الف وجبة يوميًا، وقدمت أكثر من 37 مليون وجبة، وقامت بالتعاون مع (مؤسسة أوبن آرمز -Open Arms) [الإنجليزية] بتسيير سفينة من قبرص نحو الشواطئ الغزية وأيضًا شاركت برفقة الولايات المتحدة ودولة الاحتلال الإسرائيلي برصف ميناء بحري جديد في منطقة البيدر بغزة لاستقبال هذه السفن التي تحمل معونات ومساعدات غذائية للقطاع، وصلت السفينة الأولى والتي تحمل 200 طنًا من المواد الغذائية في شهر مارس 2024 وهناك سفينة ثانية ستنطلق من قبرص في شهر أبريل 2024.

### اغتيال 7 من أعضاء فريقها في غزة
اغتال طيران الاحتلال الإسرائيلي فجر يوم الإثنين فاتح نيسان/أبريل 2024 سبعة عمال إغاثة دوليين من فريق المنظمة وهم أجانب من جنسيات مختلفة؛ كندية، أمريكية، بريطانية، إيرلندية، أسترالية، بولندية إضافة لسائقهم الفلسطيني، واستشهدوا حين كانوا يتنقلون بقافلة سيارتهم المصفحة التي حملت شعار المنظمة، وبتنسيق مسبق مع جيش الاحتلال لتحركاتهم. وعليه أعلنت المنظمة تعليق عملها في غزة.
في 29 نوفمبر 2024، استهدفت إسرائيل سيارة يستقلها موظفي المطبخ المركزي العالمي في خان يونس، ما أدى لمقتل 3 منهم، اتهمت إسرائيل أحدهم بالمشاركة في هجوم 7 أكتوبر. على أثر ذلك أعلن المطبخ المركزي العالمي تعليق نشاطه في قطاع غزة.